# Яловая, Жудитт-Флорес Мануэлевна
Жудитт-Флорес Мануэ́левна Ялова́я (урождённая Писню́к; р. 9 июня 1987 года, Рязань, РСФСР, СССР) — российская волейболистка. Бронзовый призёр чемпионата России по пляжному волейболу, серебряный призёр Открытого Кубка России (2010, с Натальей Степановой).

## Биография
Жудитт-Флорес Писнюк родилась 9 июня 1987 года в Рязани. С первого класса училась в школе № 56, затем перешла и закончила одиннадцатый класс в рязанской школе № 65. Друзья называют Жудитт-Флорес Жу.
В третьем классе записалась в волейбольную секцию. Сразу полюбив волейбол, другими видами спорта никогда не занималась. Как правило, играла за команды более старшего возраста. В 1999 году в двенадцатилетнем возрасте попала в команду шестнадцатилетних девушек рязанского клуба «Трансэнерго», выступавшего в классе «Б», и сразу начала выходить в стартовом составе. В 2004 году в семнадцатилетнем возрасте была приглашена в тульский клуб «Тулица», который с её участием за один сезон вышел в суперлигу. Отыграв в элите один сезон, год провела в аренде в волейбольном клубе «Хара Морин» (Улан-Удэ).
Долгое время совмещала игру в классическом волейболе с пляжным волейболом, относясь к последнему как к хобби. Поняв в какой-то момент, что не сможет сделать карьеру в классическом волейболе, перешла как пляжная волейболистка в волейбольный клуб «Мытищи». 1 марта 2010 года подписала годовой контракт с волейбольным клубом «Волейбол—Приморье» (Владивосток).
Летом 2010 года, перейдя в середине сезона в волейбольный клуб «Обнинск», в паре с Натальей Степановой стала бронзовым призёром чемпионата России и серебряным призёром Открытого Кубка России.
В 2011 году сменила несколько клубов — «Пэрис Хилтон», который фактически был создан под неё и Марию Браткову, «Университет-Визит» (Пенза), где играла в команде классического волейбола, пока снова не вернулась в «Обнинск» в пару с Натальей Степановой.
В пляжном волейболе играла в паре с Галиной Бойко, Анной Тищенко, Ольгой Вязовик, Натальей Степановой, Екатериной Хомяковой, Яной Киселёвой, Анастасией Васиной, Александрой Ширяевой.
В 2010 году собиралась перевестить со второго курса Тульской академии муниципального управления в Кубанский государственный университет, поменяв специализацию с экономиста на работника физической культуры. Планировала к 2013 году завершить спортивную карьеру и начать работу детским тренером.
В ноябре 2015 года вернулась в классический волейбол в высшую лигу «Б» в составе волейбольного клуба «Рязань».

### Семья
Отец — анголец, десантник, учившийся в Рязанском училище ВДВ. Когда Жудитт-Флорес исполнился месяц, он в связи с началом военных действий в Анголе был призван в армию. Через семь лет он сообщил, что завёл в Анголе новую семью. После этого часто звонил русской семье, пересылал деньги и подарки. В 2009 году умер.
Мать — Елена Геннадьевна Писнюк.
Помимо родной сестры у Жудитт-Флорес Яловой есть четыре единокровных сестры и два единокровных брата — от второго брака отца.
Первый муж — Дмитрий Яловой (1983—2008), российский военный, старший лейтенант — потомственный десантник. Погиб в Абхазии во время грузино-южноосетинского конфликта. Дочь Виталия Яловая (род. 2007).
Второй муж — Кирилл Баев, мастер спорта по пауэрлифтингу. Сын Ярослав.